# Solter truculentus
Solter truculentus är en insektsart som först beskrevs av Walker 1853.  Solter truculentus ingår i släktet Solter och familjen myrlejonsländor. Inga underarter finns listade i Catalogue of Life.